# Paratamboicus dubius
Paratamboicus dubius is een hooiwagen uit de familie Sclerosomatidae.